# Ophion capitatus
Ophion capitatus är en stekelart som beskrevs av Kohl 1905. Ophion capitatus ingår i släktet Ophion och familjen brokparasitsteklar. Inga underarter finns listade i Catalogue of Life.